# 白石和紙
白石和紙（しろいしわし）は、日本の宮城県白石市で作られる和紙である。江戸時代から白石の特産品で、明治時代まで盛んに作られた。現在は市内の白石和紙工房だけで製造される。強度と耐久性に優れ、紙子（紙衣）、紙布にも用いられる。

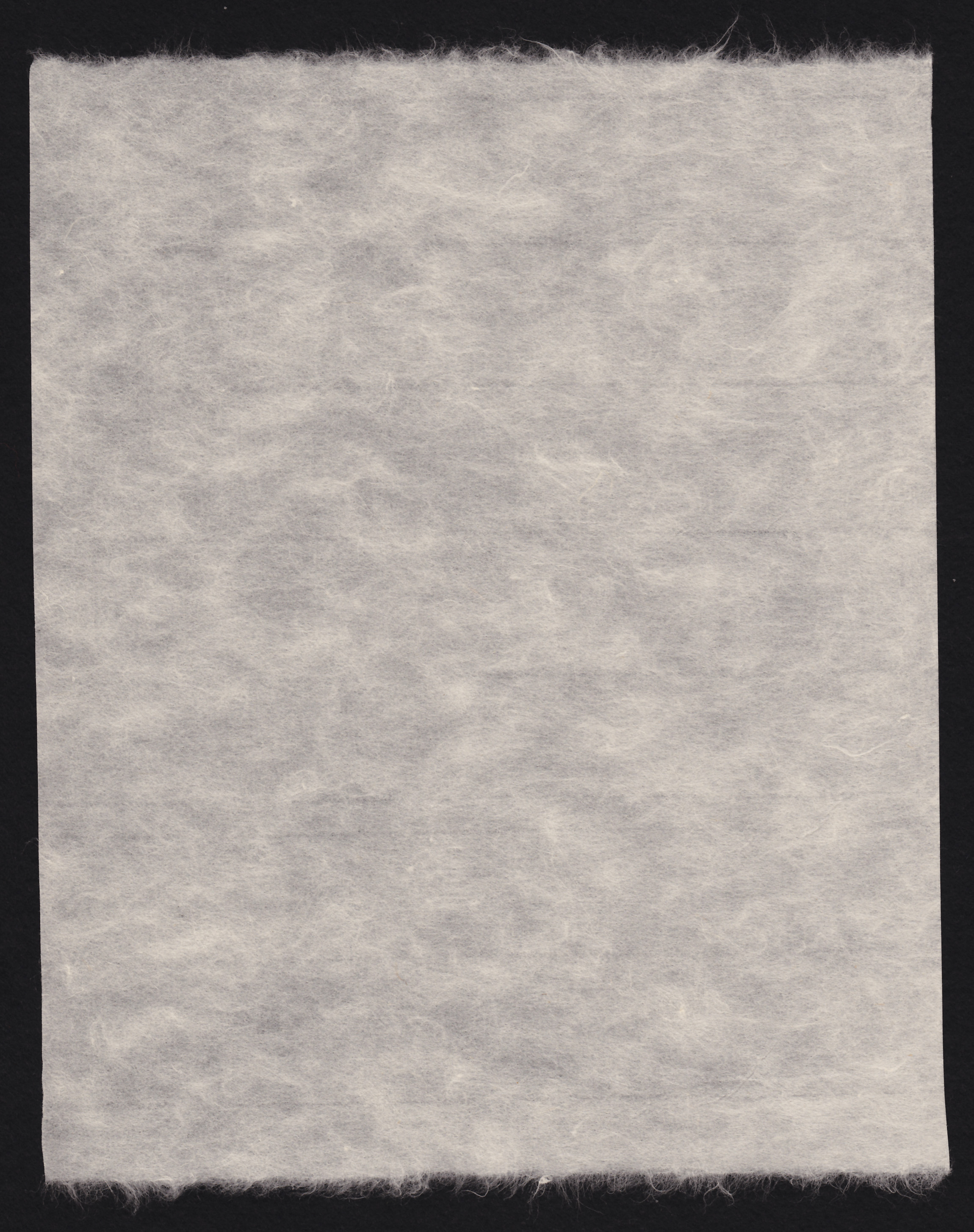
白石和紙の便箋

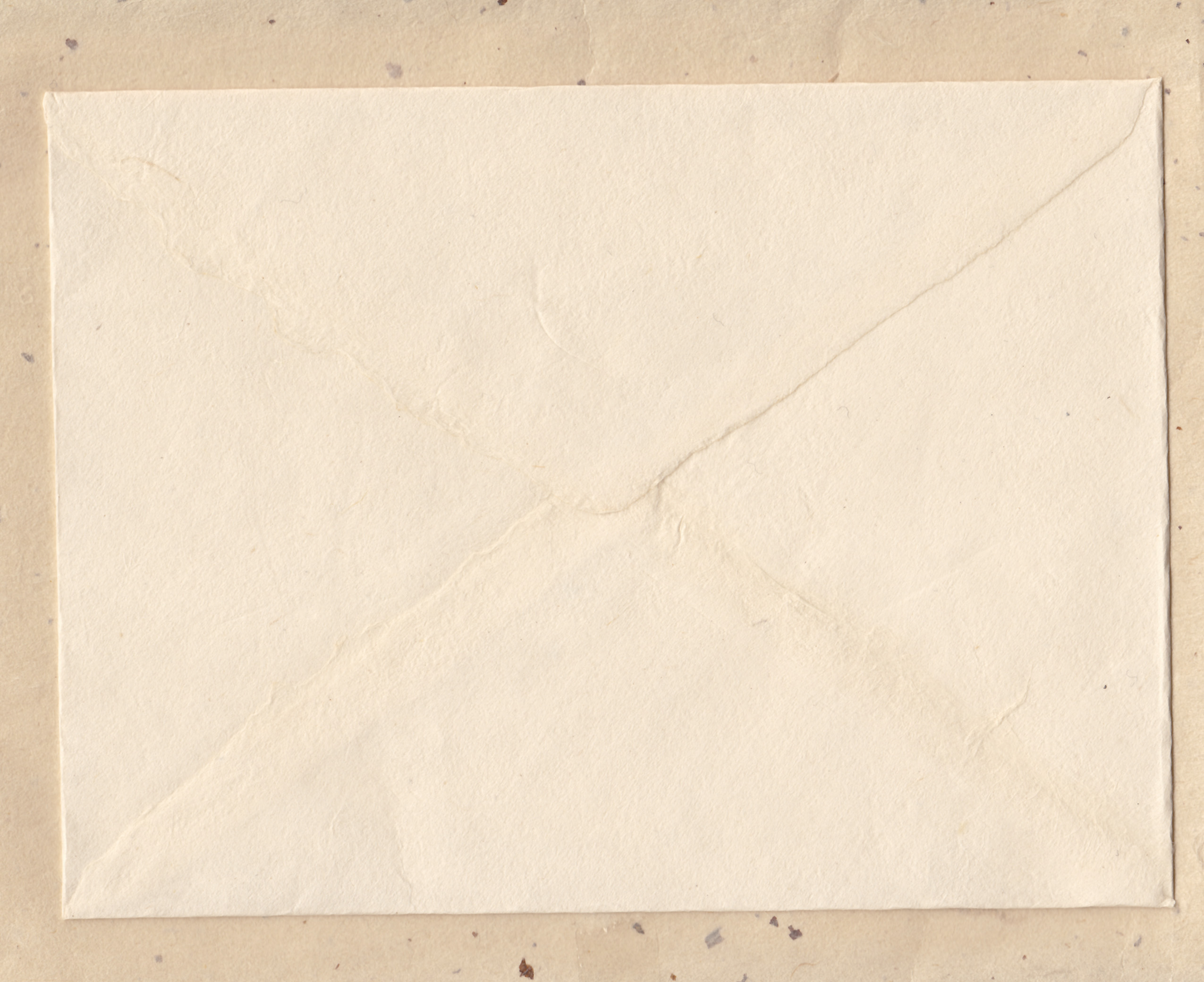
白石和紙の封筒

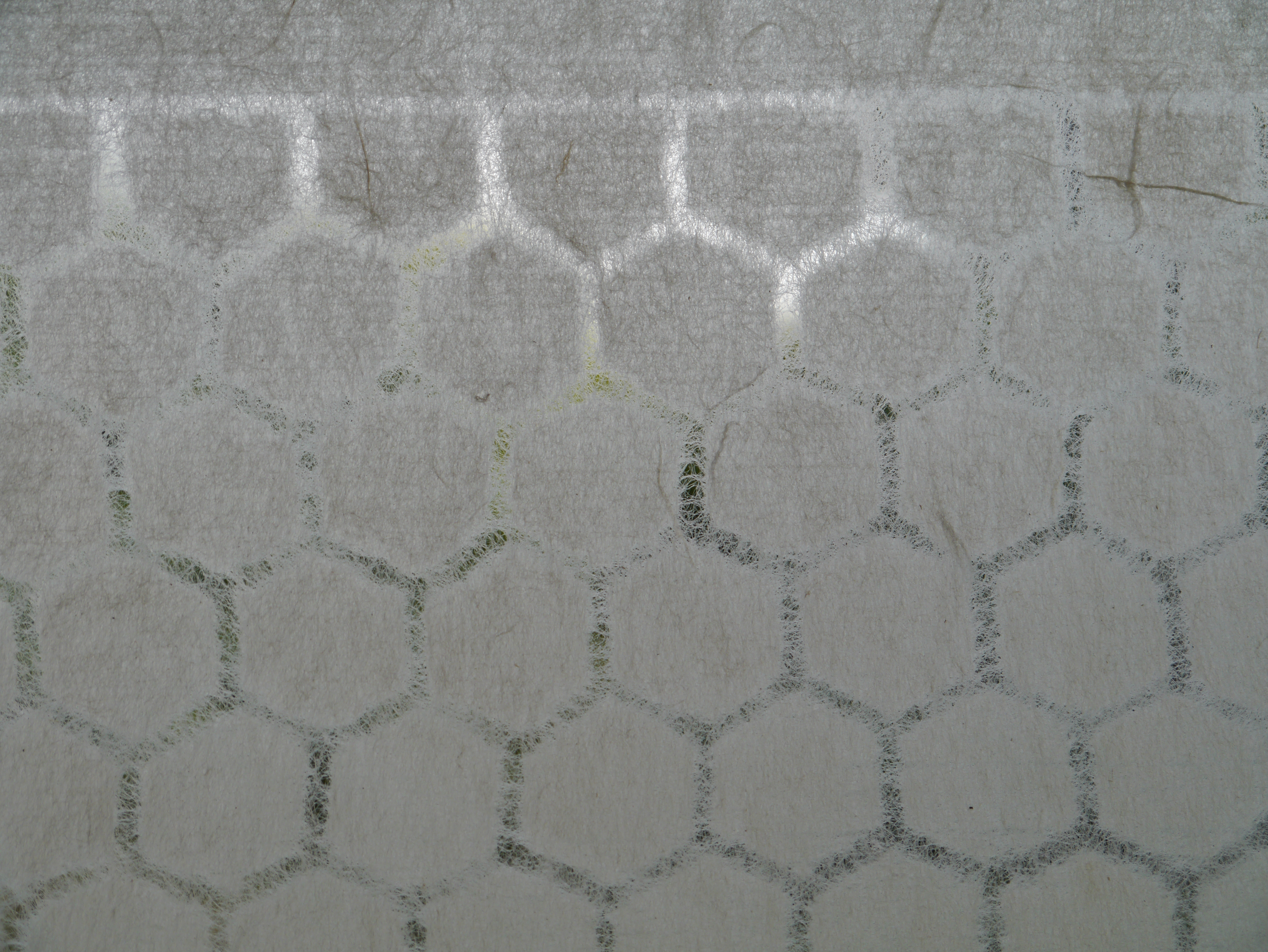
白石和紙 亀甲透紙

原料は楮（こうぞ）だが、伝統的に日本で楮といわれた木にはコウゾとカジノキの2種があり、白石和紙の場合虎斑という品種名で呼ばれるカジノキの雌株が原料である。その長く柔らかい繊維が紙に強度と耐久性をもたらし、紙子や紙布その他特殊用途でも発揮される特長となる。東大寺の修二会（お水取り）で練行衆が着用する紙衣は、1973年（昭和48年）から白石和紙を使っている。
江戸時代には楮生産、紙漉き、加工が白石を含む刈田郡一円の産業として栄え、白石の特産を指す「白石三白」（白石和紙、白石温麺、白石葛）の一つとされた。高級品から低廉なものまで、明治時代にも盛んに漉かれたが、洋紙との価格競争に敗れ、わずか一工房だけで作られるようになった。

## 歴史
平安時代には陸奥紙（みちのくかみ）が京の貴族に良質の紙として知られていたが、白石で和紙が作られた時期は特定できない。白石の和紙が人々に知られるようになるのは江戸時代に入ってからである。
仙台藩領では藩祖の伊達政宗が早くから楮の植え付けと紙の生産を奨励したため、領内各地で製紙業が興った。その中で白石とその周辺の村で作られる紙は生産量が多く、品質でも最良という評価が定着した。とりわけ白石の紙布は全国的な名声を博し、特産品として伊達家から幕府・朝廷への献上品にされた。防寒・防水の実用性を期待された白石の紙衣（紙子、紙絹）もまた上質で有名であった。慶長遣欧使節の副使であった支倉常長が持参し用いた懐紙も白石和紙であったと考えられており、フランスの港町のサントロペの領主夫人の報告書には、手のひら大で絹の布のような薄さで、鼻をかんで地に捨てたのを人々が争って拾ったとされている。
明治に入ると、紙布を一つの頂点とする最高級品は作られなくなった。幕末に漂白のため原料に米を混ぜる技術が普及し、紙の耐久性が低下した。安価・量産をめざす競争で、白石和紙は、というより和紙全般が、パルプを用いた安価な洋紙に敗れ、衰退に向かった。
その衰退期の1931年（昭和6年）に、当時18歳の遠藤忠雄が地元の伝統の復興を志して紙工房をはじめた。遠藤は過去の技術の研究や自らの創意によって高品質の紙を作り出し、やがて白石和紙を文字通り一人で漉き出すようになった。第二次世界大戦中の1943年（昭和18年）、宮内省に重要記録用紙用として納入した紙が、2年後に日本が降伏したとき、戦艦ミズーリで調印された降伏文書に使われた。1975年（昭和50年）からは、東大寺に修二会用の衣にする紙を納めるようになった。練行衆が14日の行の間着用するもので、白石和紙の耐久性が評価されたのである。後には三宅一生が紙子をつかった洋服をデザインして発表し、世界的な注目を受けた。白石和紙は、1982年（昭和57年）12月1日に、宮城県知事指定伝統的工芸品に指定された。1997年（平成9年）に遠藤忠雄は死去したが、その後も白石和紙工房で、妻の遠藤まし子らが製造を続けてきた。
2015年（平成27年）3月に白石和紙工房は職人の高齢化などを理由に白石和紙の製造を終了し、現在は白石市や市内の市民グループが、白石和紙の製造とカジノキをはじめとする原料植物栽培の両方の存続を試みている。
2015年ミラノ国際博覧会日本館では7月24日から27日にかけて、白石和紙を用いた見本市が行われた。

## 白石紙布と白石紙子
江戸時代に白石和紙は紙布（しふ）や紙子（紙衣）（かみこ）にも加工された。細く切った紙を糸にしてあらためて布を織り出すのが紙布で、紙のまま衣類に仕立てるのが紙衣（紙子）である。基本的に紙布が希少な高級品、紙子が普及品であったが、地元の農民が紙布を労働着にすることもあったし、高級品として仕立てられる紙子もあった。
白石の紙布の評判は他の産地の追随を許さないものがあったが、明治に入ると急速に衰微し、やがて作られなくなった。佐藤忠太郎、片倉信光、遠藤忠雄が研究、1936年（昭和11年）に復元に成功した。それから1940年（昭和15年）に製造開始となり、第2次世界大戦中は布の代用品として注目された。しかし戦後には代用品イメージが足を引っ張り、1949年（昭和24年）に製造中止となった。その後、遠藤忠雄の妻、まし子が1975年にもう一度復活させた。手数がかかるため、普通に店頭で売られるものではない。
白石の紙子も江戸時代に品質の良さで知られ、多様な製品があったが、他の産地のものと本質的な違いはなかった。この伝統的な紙子に連なる衣類も、普通には売られておらず、白石和紙工房が納めた和紙を使って東大寺が制作し、用いている。
現在白石で作られる紙子はそれらと一風異なる白石独特のもので、紙布製造から撤退した佐藤忠太郎が、拓本取りに想を得て、紙に繊細な模様を浮き出させる拓本染め技法を創始して作り出したものである。忠太郎は事業が軌道にのる前に亡くなったが、弟子と息子がそれぞれ工房（きちみ紙子工房、佐藤紙子工房）を構え、以後白石紙子が白石の特産工芸として知られるようになった。白石和紙を加工して名刺入れ、ハンドバッグなど普通には布や皮革で作られるような製品を作っている。